# جسیکا کامرون
جسیکا کامرون (انگلیسی: Jessica Cameron؛ زادهٔ اوون ساوند) یک بازیگر زنِ فیلم‌های ترسناک، کارگردان، فیلم‌نامه‌نویس و تهیه‌کننده اهل کانادا است.
وی متولد اوون ساوند و دانش‌آموختهٔ رشته مد از دانشگاه دانشگاه رایرسون تورنتو است.
از فیلم‌هایی که وی در آن به ایفای نقش پرداخته است می‌توان به شب خاموش محصول سال ۲۰۱۲ میلادی اشاره کرد. وی همچنین کارگردانی فیلم مانیا محصول ۲۰۱۵ آمریکا را برعهده داشته است.